# ジャレツ
ジャレツ（Žalec, ドイツ語: Sachsenfeld）は、サヴィニャ渓谷と丘を囲むスロベニアの市である。
この地域の主要な経済活動はホップの栽培である。市の紋章にもホップの実が描写されている。